# Albert Häubi

Albert Häubi mit seinem typischen Schlapphut

Albert Häubi auf dem Wildstrubel in den Berner Alpen

David Albert Häubi (* 2. Juli 1891 in Bern; † 13. Januar 1963 in Schafis bei Ligerz) war ein Schweizer Kunstmaler und Verbandsfunktionär.

## Leben
Albert Häubi verbrachte die ersten Lebensjahre in Konolfingen (Kanton Bern), wo sein Vater als Schlosser bei der Eisenbahn tätig war und als Sonntagsmaler Arbeiten in Sepiamanier verfertigte. Als Albert vierzehnjährig war, zog die Familie Häubi nach Bern an die Junkerengasse. In der Sekundarschule erhielt Albert Häubi Zeichenunterricht durch den Aquarellisten Christian Baumgartner. Anschliessend an die obligatorische Schulzeit trat er in das evangelische Seminar Muristalden in Bern ein und wurde dort durch Karl Ludwig Born weiter gefördert. Nach Abschluss der Primarlehrerausbildung reiste er vorerst nach München, um dort 1911–1913 Malerei zu  und studieren.
Nach seiner Rückkehr in die Schweiz trat der junge Primarlehrer vorerst eine Stelle in Münsingen an, besuchte aber weiterhin Kurse an der Kunstgewerbeschule Bern. 1928 wurde Albert Häubi aus 37 Mitbewerbern an die Kunstgewerbliche Abteilung der Gewerbeschule in Olten gewählt. Als Nachfolger von Fritz Voirol trat er die Stelle als Hauptlehrer im Konstruktions- und Freihandzeichnen an. Als solcher verfasste er ein Lehrbuch «Zeichnen für Küfer». Daneben erteilte er Zeichenunterricht an der Volkshochschule Olten. Häubi schuf Gemälde und Kunstdrucke, vor allem mit Motiven aus Olten und Umgebung. Zahlreiche Werke wurden durch den Kanton Solothurn und das Kunstmuseum Olten erworben. Für das 1955 eingeweihte neue Berufsschulhaus Olten schuf Häubi zusammen mit Schülern ein grosses Mosaik an der Wand zur Aula.
Albert Häubi engagierte sich im Kunstverein Olten, zuerst von 1943 bis 1946 als Beisitzer, dann von 1946 bis 1953 als Präsident. Er gehörte der Kunst- und Distelikommission in Olten (Museum mit Werken von Martin Disteli) an und amtete als Präsident der Sektion Solothurn der Gesellschaft Schweizerischer Maler, Bildhauer und Architekten GSMBA.
Albert Häubi war in erster Ehe verheiratet mit Hanna Rolli. Nach der Scheidung 1941 heiratete er die 23 Jahre jüngere Marianne Meyer, eine seiner ehemaligen Schülerinnen. 1956 nahm Albert Häubi Abschied vom Schuldienst, gleichzeitig bezog das Ehepaar Häubi eine Wohnung im Rebgut Schlössli in Schafis bei Ligerz am Bielersee (Kanton Bern). Im Herbst 1961 erlitt Häubi einen Schlaganfall, er verstarb am 13. Januar 1963.